# Heyne
Kim Hye-in (3 de junio de 1992), conocida por su nombre artístico Heyne (Hangul: 혜이니), es una cantante y actriz surcoreana. Debutó en 2013 con el sencillo "Different".

## Discografía

### Sencillos
| Título                              | Año                    | Posiciones             | Ventas (DL)            | Álbum                               |
| Título                              | Año                    | KOR                    | Ventas (DL)            | Álbum                               |
| como artista principal              | como artista principal | como artista principal | como artista principal | como artista principal              |
| ----------------------------------- | ---------------------- | ---------------------- | ---------------------- | ----------------------------------- |
| "Different" (달라)                  | 2013                   | —                      | N/A                    |                                     |
| "Love007"                           | 2013                   | —                      | N/A                    |                                     |
| "The Law Of The City" (도시의 법칙) | 2014                   | —                      | N/A                    |                                     |
| "Red Lie" (새빨간 거짓말)           | 2014                   | —                      | - KOR: 20,658+         |                                     |
| "My Heart" (내맘이)                 | 2015                   | —                      | N/A                    |                                     |
| "Love Cells" (연애세포)             | 2016                   | —                      | N/A                    |                                     |
| "Insomnia" (잠이 오지 않아)         | 2018                   | —                      | N/A                    |                                     |
| Colaboraciones                      |                        |                        |                        |                                     |
| "Duet" (con Benji of B.I.G)         | 2016                   | —                      | N/A                    |                                     |
| "Love Is Blind" (con Minsoo)        | 2017                   | —                      | N/A                    |                                     |
| Bandas sonoras                      |                        |                        |                        |                                     |
| "Don't" (이러지마)                  | 2014                   | —                      | N/A                    | Let's Eat OST Parte 5               |
| "5 Minutes"                         | 2014                   | —                      | N/A                    | Dad For Rent OST                    |
| "Shall We Go"                       | 2015                   | —                      | N/A                    | Let's Eat With My Friend OST        |
| "Trust Me" (날 믿어요)              | 2015                   | —                      | N/A                    | Sweet Home, Sweet Honey OST Parte 1 |
| "Loving You"                        | 2017                   | —                      | N/A                    | Borg Mom OST Parte 9                |

## Filmografía

### Series
| Año       | Programa              | Red  | Notas   |
| --------- | --------------------- | ---- | ------- |
| 2014-2015 | Schoolgirl Detectives | JTBC | reparto |

### Programas de variedades
| Año       | Programa      | Red     | Notas                          |
| --------- | ------------- | ------- | ------------------------------ |
| 2013      | Winning Show  | SBS MTV | invitada (ep. 1-11)            |
| 2014-2016 | Chart Folio   | ETN     | invitada (ep. 73-181)          |
| 2015      | Off to School | JTBC    | miembro del elenco (ep. 66-68) |